# Richard Casey, Baron Casey

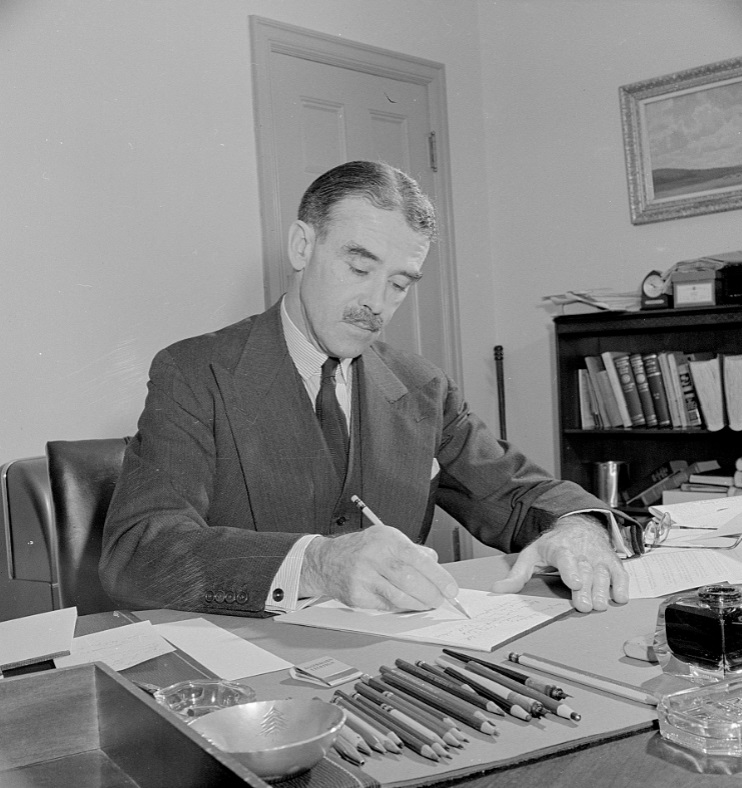
Richard Casey (1942)

Richard Gardiner Casey, Baron Casey, KG, GCMG, CH, DSO, MC (* 29. August 1890 in Brisbane, Queensland; † 17. Juni 1976 in Berwick, Victoria) war ein australischer Politiker und unter anderem Außenminister sowie Generalgouverneur des Landes.

## Frühes Leben
Casey wurde in Brisbane, Queensland, geboren. Sein Vater, der ebenfalls Richard Gardiner Casey hieß, war ein wohlhabender Rinder- und Schafzüchter und Staatspolitiker in Queensland mit irischer Abstammung. Seine Mutter Evelyn war die Tochter von George Harris, einem anderen Queensland-Politiker und ebenfalls Tierzüchter. Im Jahr 1893 zog die Familie nach Melbourne, wo Caseys Vater ein wohlhabender Firmenchef wurde. Casey selbst ging auf die Cumloden School in St. Kilda und auf die Melbourne Grammar School. Im Jahr 1909 schrieb er sich für das erste Jahr Ingenieurwissenschaft  an der Universität Melbourne ein, ging allerdings später auf das Trinity College im englischen Cambridge, wo er sein Studium abschloss mit einem Bachelor of Arts, den er 1913 erhielt. Im Jahr 1918 folgte der Master of Arts-Titel.
Nach Ausbruch des Ersten Weltkriegs im Jahr 1914 zog es Casey zur First Australian Imperial Force, wo er als Leutnant diente und unter anderem an der Schlacht von Gallipoli als Aide-de-camp von Major General Sir William Bridges teilnahm. Als Bridges von einem Scharfschützen getötet wurde, stand Casey neben ihm. Später kämpfte er an der Westfront, wo das Military Cross für seine Verdienste erhielt. Er wurde zum Brigade Major (Stabschef) der 8. Brigade befördert. Da er in dieser Position gefährliche Aufgaben direkt an der Frontlinie übernehmen musste, erhielt er 1918 den Distinguished Service Order. Im Juni 1919 schied er aus dem aktiven Militärdienst aus und diente anschließend als Teilzeit-Offizier der Offiziersreserve im Militärnachrichtendienst in Melbourne.
Da Caseys Vater im selben Jahr starb, übernahm er dessen Wirtschaftsimperium und leitete fortan u. a. dessen Bergwerke. Diese Arbeit setzte er bis 1924 fort. Anschließend war er politischer Verbindungsbeamter von Premierminister Stanley Bruce in London. Dieses Amt hatte er bis 1931 inne und übermittelte der Regierung von Bruce und dessen Nachfolger James Scullin von der Australian Labor Party, vertrauenswürdige Informationen aus Wirtschaft und Politik. Im Jahr 1926 heiratete er Ethel Marian Sumner (Maie) Ryan, mit der er zwei Kinder hatte.

## Politische Karriere
Im Jahr 1931 kehrte Casey nach Australien zurück und wurde für die United Australia Party (UAP) im Wahlbezirk Corio (Geelong) ins Repräsentantenhaus gewählt. Nachdem er von Premierminister Joseph Lyons 1933 zum Assistenz-Minister gemacht wurde, wurde er 1935 Schatzminister.
Im Jahr 1939 wurde Robert Menzies neuer Premier, der ihn als Konkurrent ansah. Nun bekam er das weniger angesehene Amt als Versorgungs- und Entwicklungsminister. Im Jahr 1940 wurde er von Menzies zum ersten australischen Botschafter in den USA ernannt. Dies war zwar eine große Herausforderung und Anerkennung während der Kriegszeit, doch sollte es auch dazu dienen, um Casey aus der heimischen Politik fernzuhalten. Casey, der in Washington, D.C. war, als die Vereinigten Staaten in den Zweiten Weltkrieg eintraten, half, die Allianz zwischen Australien und den USA ins Leben zu rufen.
Im Jahr 1942 wechselte Casey nach Kairo, als er von Winston Churchill zum ortsansässigen Minister ernannt wurde. Dies geschah zum Ärgernis von Premierminister John Curtin und einiger Mitglieder des Foreign and Commonwealth Office. Dort stellte er einen wichtigen Verbindungsmann zwischen den Briten, ihren Alliierten, den Oberkommandierenden sowie einheimischen Clanchefs dar. Nachdem die Kriegshandlungen im Mittleren Osten beendet waren, wurde Casey als Gouverneur in die indische Provinz Bengalen beordert. Diesen Posten behielt er bis 1946.
Für die Bundeswahlen 1946 kehrte Casey nach Australien zurück, in der Hoffnung, einen Parlamentssitz zu erhalten, und wurde Führer der neugegründeten Liberal Party of Australia, die Menzies 1944 gegründet hatte, um die konservative Politik in Australien zu stärken und neu zu organisieren. Casey schlug das Angebot einer Peerage of the United Kingdom aus, um seine politischen Ambitionen voranzutreiben. Allerdings war es bereits zu spät für ihn, um in die Vorwahlen einzugreifen. Er ließ sich im September 1947 überzeugen, Bundesvorsitzender der Liberal Party zu werden, und tätigte großzügige Spenden. Obwohl Menzies in Casey immer noch einen direkten Rivalen und er in sich selbst den zukünftigen Premierminister sah, gab es zwischen beiden eine erfolgreiche Zusammenarbeit.
Bei den Bundeswahlen 1949, die die Liberalen für sich entschieden, kehrte Casey mit einem Sitz für den Wahlkreis La Trobe ins Repräsentantenhaus zurück. Anschließend machte ihn Menzies zum Versorgungs- und Entwicklungsminister sowie zum Arbeits- und Wohnungsbauminister. Im März 1950 wurde er zum nationalen Entwicklungsminister bestimmt. Als Percy Spender (ebenfalls ein Rivale von Menzies) als Botschafter nach Washington geschickt wurde, wurde Casey sein Nachfolger als Außenminister. Dieses Amt hielt er auf der Höhe des Kalten Krieges, der Sueskrise, des Vietnamkrieges und anderer Weltereignisse. Casey, der seit Längerem für eine realistischere Politik gegenüber China eintrat, befürwortete im Rahmen der Taiwan Krise von 1954 die Aufnahme von diplomatischen Beziehungen zur Volksrepublik China. Von März 1950 bis zu seinem Rückzug aus der Politik war er außerdem als Minister für die Commonwealth Scientific and Industrial Research Organisation verantwortlich und trug zu ihrem Erfolg bei.
Casey trat im Jahr 1960 ab und zog ins britische House of Lords ein.

## Generalgouverneur
Im Jahr 1965 wurde Casey von Menzies zum Generalgouverneur ernannt, um die Nachfolge des Lord de L’Isle anzutreten. Es war nicht nur das erste Mal, dass ein konservativer Premier einem Australier diesen Posten gab, sondern auch das Ende einer Ära von Nicht-Australiern auf diesem Posten. Als Argument gegen Australier galt stets, dass diese durch ihre fehlende Distanz nicht entsprechend ihrer Rolle in der Verfassung unparteiisch handeln könnten. Im Dezember 1967 wurde dies für Casey zu einem akuten Problem, nachdem Premier Harold Holt gestorben war.
Anstatt den Vize-Parteichef der Liberalen, William McMahon, als Premierminister oder zumindest Chef einer Übergangsregierung zu berufen, ernannte er den Führer der Country Party, des Koalitions-Partners der Liberalen, John McEwen zum neuen Premier. Es wurde ihm im Buch The Power Struggle vom Politik-Journalisten Alan Reid vorgeworfen, dass er McMahons Karriere in der Partei blockieren wollte. Caseys Biograph W.J. Hudson schrieb in seinem 1986 erschienenen Buch Casey jedoch, dass jener die Koalition retten wollte, da die Country Party nicht unter McMahon dienen wollte.
Casey verließ sein Amt 1969 und ging mit seiner Frau zurück nach Berwick in Victoria. Von einem 1974 erlittenen Autounfall konnte er sich nie wieder erholen und starb im Juni 1976 im Alter von 85 Jahren. Er hinterließ seine Frau, seine Tochter und seinen Sohn.

## Ehrungen
Casey erhielt unter anderen das Military Cross und den Distinguished Service Order. Er wurde 1944 zum Companion of Honour ernannt. Im Jahr 1960 wurde er als dritter und letzter australische Politiker als Life Peer ins britische House of Lords berufen und wurde Baron Casey, of Berwick in the State of Victoria and Commonwealth of Australia and of the City of Westminster. Er wurde im Jahre 1965 als Knight Grand Cross in den Order of St. Michael and St. George und 1969 als Knight Companion in den Hosenbandorden aufgenommen sowie zum Australian of the Year ernannt.
Die Gemeinde, die Berwick einschlisst, wurde nach ihm in Casey City umbenannt. Zudem gibt es den Wahlbezirk Division of Casey (in einem anderen Teil von Melbourne). Des Weiteren ist der Vorort von Canberra namens Casey. Das R. G. Casey Building in Canberra ist Sitz des australischen Außenministeriums.
In der Antarktis tragen eine Reihe von Objekten seinen Namen. Dazu zählen die Casey-Station, die Caseybucht, das Casey Inlet, der Casey-Gletscher, das Kap Casey und die Casey Range.